# Persone di nome Dīmītrīs
| Questa pagina contiene informazioni ricavate automaticamente dalle voci biografiche con l'ausilio del template Bio e di un bot. L'aggiornamento è periodico e automatico e ricostruisce completamente la pagina. Se manca una persona in questa lista, sei pregato di non aggiungerla, ma accertati piuttosto che la sua voce biografica contenga il template Bio e che i dati anagrafici siano correttamente compilati. Se il template Bio manca, inseriscilo tu stesso o, in alternativa, metti l'avviso {{tmp\|Bio}} che ne segnala la mancanza. Se i dati riportati sono sbagliati, correggi direttamente la voce biografica; le modifiche saranno visibili in questa lista entro pochi giorni. Per chiarimenti vedi il progetto antroponimi. La lista contiene solo le 71 persone che sono citate nell'enciclopedia e per le quali è stato implementato correttamente il template Bio. Pagina aggiornata al 16 ott 2024. |

Questa è una lista di persone presenti nell'enciclopedia che hanno il prenome Dīmītrīs, suddivise per attività principale.

## Allenatori di calcio(1)
- Dīmītrīs Grammozīs, allenatore di calcio e ex calciatore tedesco (Wuppertal, n. 1978)

## Allenatori di pallacanestro(2)
- Dīmītrīs Itoudīs, allenatore di pallacanestro greco (Veria, n. 1970)
- Dīmītrīs Priftīs, allenatore di pallacanestro greco (Atene, n. 1968)

## Calciatori(34)
- Dīmītrīs Agas, ex calciatore cipriota (n. 1959)
- Dīmītrīs Anakoglou, calciatore greco (Serres, n. 1991)
- Dīmītrīs Assiōtīs, ex calciatore cipriota (Nicosia, n. 1971)
- Dīmītrīs Christofī, calciatore cipriota (Paralimni, n. 1988)
- Dīmītrīs Daskalakīs, ex calciatore cipriota (Atene, n. 1977)
- Dīmītrīs Demertzīs, calciatore greco
- Dīmītrīs Diamantakos, calciatore greco (Il Pireo, n. 1993)
- Dīmītrīs Domazos, ex calciatore greco (Atene, n. 1942)
- Dīmītrīs Froxylias, calciatore cipriota (Larissa, n. 1993)
- Dīmītrīs Giannoulīs, calciatore greco (Katerini, n. 1995)
- Dīmītrīs Goutas, calciatore greco (Kavala, n. 1994)
- Dīmītrīs Gōtīs, calciatore greco (n. 1899)
- Dīmītrīs Iōannou, ex calciatore cipriota (Limisso, n. 1968)
- Dīmītrīs Kleanthous, ex calciatore cipriota (n. 1964)
- Dīmītrīs Kolovos, calciatore greco (Atene, n. 1993)
- Dīmītrīs Kyprianou, calciatore cipriota (Limassol, n. 1993)
- Dīmītrīs Kyzas, ex calciatore cipriota (n. 1953)
- Dīmītrīs Kōnstantinidīs, calciatore greco (Korinos, n. 1994)
- Dīmītrīs Leōnī, ex calciatore cipriota (Limisso, n. 1977)
- Dīmītrīs Līmnios, calciatore greco (Volo, n. 1998)
- Dīmītrīs Manos, calciatore greco (Trikala, n. 1994)
- Dīmītrīs Maurogenidīs, ex calciatore greco (Tashkent, n. 1976)
- Dīmītrīs Misos, ex calciatore cipriota (n. 1958)
- Dīmītrīs Nalitzīs, ex calciatore greco (Il Pireo, n. 1976)
- Dīmītrīs Nikolaou, calciatore greco (Calcide, n. 1998)
- Dīmītrīs Panagiōtou, ex calciatore cipriota (Dromolaxia, n. 1954)
- Dīmītrīs Pinakas, calciatore greco (Larissa, n. 2001)
- Dīmītrīs Popovits, calciatore greco (Francoforte sul Meno, n. 1995)
- Dīmītrīs Saravakos, ex calciatore greco (Atene, n. 1961)
- Dīmītrīs Sialmas, calciatore greco (Atene, n. 1986)
- Dīmītrīs Stamou, calciatore greco (Salonicco, n. 1991)
- Dīmītrīs Stavropoulos, calciatore greco (Atene, n. 1997)
- Dīmītrīs Sōtīriou, calciatore greco (Martino, n. 1987)
- Dīmītrīs Theodōrou, calciatore cipriota (n. 1997)

## Cestisti(24)
- Dīmītrīs Agravanīs, cestista greco (Atene, n. 1994)
- Dīmītrīs Charitopoulos, cestista greco (Alexandreia, n. 1983)
- Dīmītrīs Diamantidīs, ex cestista greco (Kastoria, n. 1980)
- Dīmītrīs Dīmakopoulos, ex cestista greco (Salonicco, n. 1966)
- Dīmītrīs Fliōnīs, cestista greco (Salonicco, n. 1997)
- Dīmītrīs Fōsses, ex cestista greco (n. 1952)
- Dīmītrīs Kaklamanakīs, cestista greco (Atene, n. 1994)
- Dīmītrīs Kalaitzidīs, cestista greco (Salonicco, n. 1985)
- Dīmītrīs Karadolamīs, cestista greco (Giannitsa, n. 1987)
- Takīs Karatzoulidīs, ex cestista greco (Salonicco, n. 1957)
- Dīmītrīs Katsivelīs, cestista greco (Salonicco, n. 1991)
- Dīmītrīs Kokolakīs, ex cestista greco (Retimo, n. 1949)
- Dīmītrīs Lekkas, cestista greco († 2010)
- Dīmītrīs Lolas, cestista greco (Larissa, n. 1986)
- Dīmītrīs Marmarinos, ex cestista greco (Calcide, n. 1976)
- Dīmītrīs Mauroeidīs, cestista greco (Atene, n. 1985)
- Dīmītrīs Mōraitīs, cestista greco (Amarousio, n. 1999)
- Dīmītrīs Papadopoulos, ex cestista greco (Salonicco, n. 1966)
- Dīmītrīs Papanikolaou, ex cestista e allenatore di pallacanestro greco (Ano Liosia, n. 1977)
- Dīmītrīs Spanoulīs, ex cestista greco (Larissa, n. 1979)
- Dīmītrīs Stamatīs, cestista greco (Amarousio, n. 1996)
- Mimīs Stefanidīs, ex cestista e allenatore di pallacanestro greco (Atene, n. 1931)
- Dīmītrīs Tsaldarīs, ex cestista e allenatore di pallacanestro greco (Pireo, n. 1980)
- Dīmītrīs Verginīs, cestista greco (Salonicco, n. 1987)

## Coreografi(1)
- Dīmītrīs Papaïōannou, coreografo greco (Atene, n. 1964)

## Imprenditori(1)
- Dīmītrīs Giannakopoulos, imprenditore e dirigente sportivo greco (Atene, n. 1974)

## Pallavolisti(2)
- Dīmītrīs Mouchlias, pallavolista greco (Soufli, n. 2001)
- Dīmītrīs Zīsīs, pallavolista greco (Prevesa, n. 1994)

## Politici(4)
- Dīmītrīs Avramopoulos, politico e diplomatico greco (Atene, n. 1953)
- Dīmītrīs Christofias, politico cipriota (Dhikomo, n. 1946 - Nicosia, † 2019)
- Dīmītrīs Papadīmoulīs, politico greco (Atene, n. 1955)
- Dīmītrīs Partsalidīs, politico greco (Trebisonda, n. 1905 - Atene, † 1980)

## Rapper(1)
- Snik, rapper greco (Kifisià, n. 1987)

## Scrittori(1)
- Dīmītrīs Lyacos, scrittore greco (n. 1966)